# Tsymbaly
Tsymbaly (ukrainska: цимбали, belarusiska: цымбалы) är en vitrysk och ukrainsk  variant av hackbräde, som består av en trapetsformad trälåda med strängarna tvärs över. Den klassificeras som en kordofon och tillhör cittra-familjen. Tsymbaly förekommer i följande länder: Moldavien, Polen, Rumänien, Slovakien, Tjeckien, Ungern, Ukraina och Vitryssland.

### Fotnoter
1. ↑  ”Arkiverade kopian”. Arkiverad från originalet den 3 mars 2014. https://archive.is/20140303234055/http://clarnety-bresta.baby-host.ru/o_cimbals.htm. Läst 2 mars 2014.
2. ↑  Цимбалы Arkiverad 17 juni 2012 hämtat från the Wayback Machine. в онлайн-энциклопедии «Кругосвет».

### Webbkällor
- ”Folk musical instruments” (på engelska). Internet Encyclopedia of Ukraine. http://www.encyclopediaofukraine.com/display.asp?linkpath=pages\F\O\Folkmusicalinstruments.htm. Läst 5 april 2013.